# Norsk Lundehund
Norsk Lundehund – jedna z ras psów, należąca do grupy szpiców i psów pierwotnych, zaklasyfikowana do sekcji północnych szpiców myśliwskich. Nie podlega próbom pracy.

## Rys historyczny
Słowo Lunde jest norweską nazwą maskonurów, stąd lundehund oznacza psa przeznaczonego do polowań na te ptaki. Hans Räber zakłada, że norweski lundehund wywodzi się z rejonów miasta Maastad na Værøy i przodkami jego były mniejsze psy służące do pilnowania stad owiec i kóz na tej wyspie. Pierwsze udokumentowane opisy tej rasy psów pochodzą z roku 1591 i zostały sporządzone przez Schønebøla, a w 1753 roku zostaje opublikowana książka biskupa z Bergen, Erika Pontopidana, pod tytułem: "Det første Forsøg paa Norges naturlige Historie". Zawiera ona m.in. takie informacje o lundehundzie: "Do łapania ptaków pies ten szkolony jest w krajach północnych, gdzie nie można wspiąć się za nim po stromych skałach. Na Røst i Varøy, gdzie łapanie ptaków jest najbardziej popularne, każdy chłop trzyma nawet do 20 takich psów."

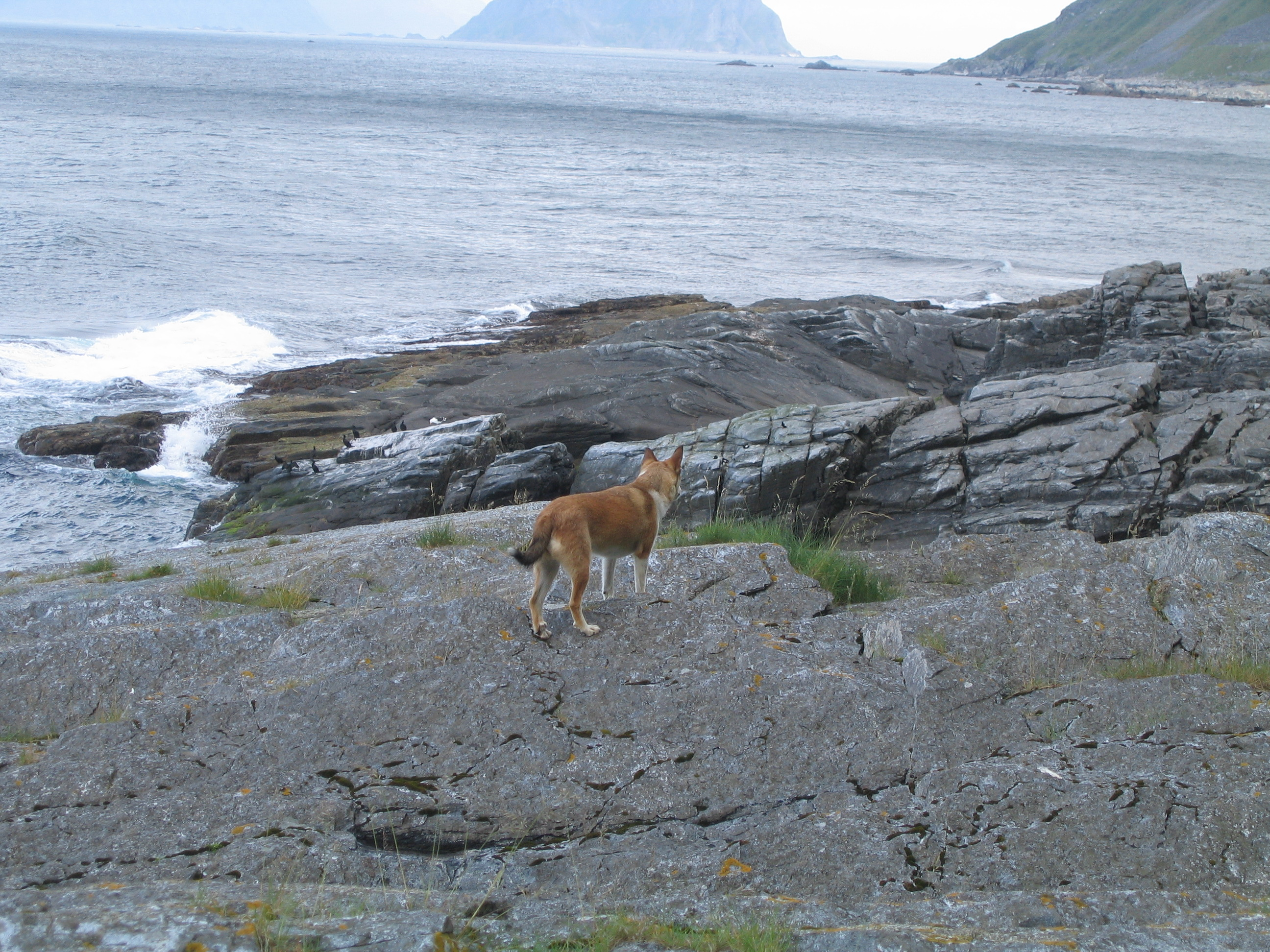
Norsk Lundenhund na wyspie Værøy, skąd ta rasa pochodzi

W tamtych latach wartość użytkowego lundehunda mogła sięgać wartości krowy, ponieważ liczba złapanego ptactwa przez takiego psa sięgała nawet do 130 sztuk przez jedną noc. Na tym tle powstawały często konflikty pomiędzy chłopami, którzy strzegli, aby sąsiad nie posiadał większej liczby ludenhundów, co mogłoby powodować mniejsze dochody.
W połowie XIX wieku rozpowszechnił się model polowania na maskonury za pomocą sieci. Wiązało się to ze spadkiem liczebności utrzymywanych lundehundów. Dopiero w roku 1937 udało się odtworzyć oficjalną hodowlę z pojedynczych osobników zachowanych w Maastad, a w roku 1943 nastąpiło uznanie tej rasy przez Kennelklub.

## Wygląd

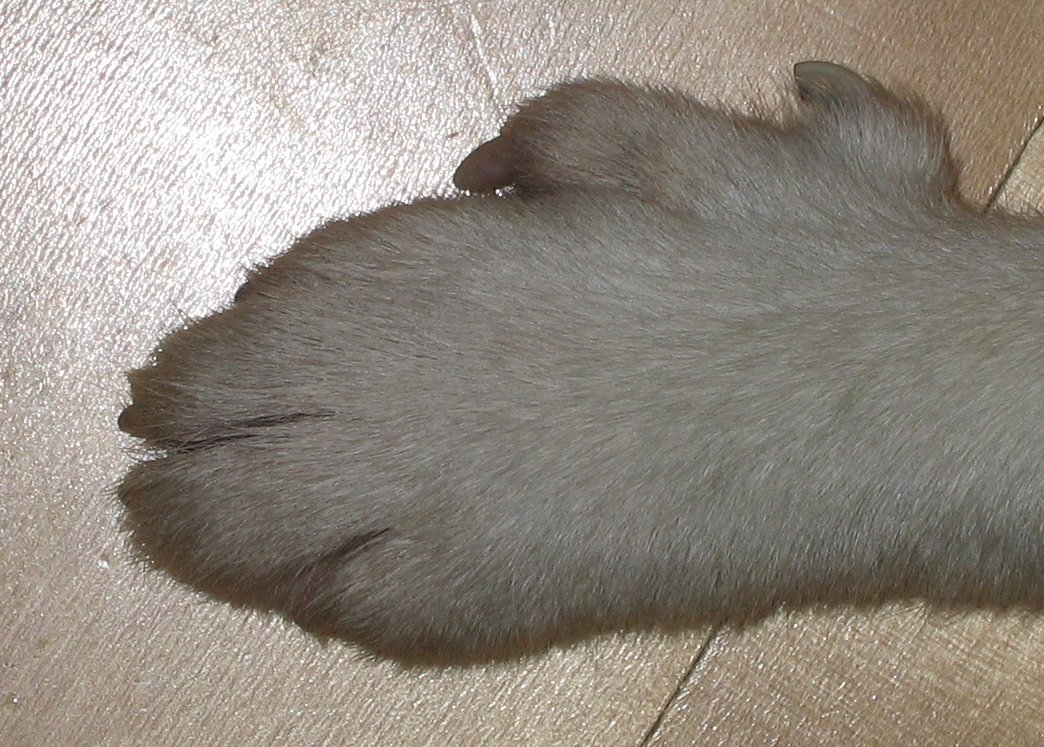
Łapa lundehunda z wyraźnie widocznym palcem piątym, który ma całkowicie wykształcone mięśnie zginacze i prostowniki.

Norsk Lundehund jest psem o nietypowej budowie anatomicznej. Przedstawiciele tej rasy mają po co najmniej 6 palców na każdej stopie (polidaktylia). Potrafią także tak zamknąć uszy, aby kanał słuchowy i wnętrze ucha było zamknięte dla zimna, wody oraz brudu. Ich stawy w ramionach pozwalają rozchylić przednie łapy całkowicie na boki, a budowa kręgów szyjnych umożliwia takie obracanie głową, że pies może ją położyć sobie na grzbiecie. Te nietypowe, anatomiczne predyspozycje pozwalały mu realizować zadania związane z łapaniem i wyciąganiem maskonurów z trudno dostępnych miejsc.

## Szata i umaszczenie
Szata jest krótka i gęsta, bardziej obfita z tyłu ud, o umaszczeniu od czerwonobrązowego do płowego z czarnymi zabarwieniami końcówek włosa. Występuje także umaszczenie czarne lub szare z białymi znaczeniami.

## Zachowanie i charakter
Norweski lundehund jest psem o żywym charakterze, czujnym i uważnym. Przywiązuje się do ludzi, lecz w stosunku do obcych jest pełen rezerwy.

## Użytkowość
Pierwotne przeznaczenie lundehunda było związane z polowaniem na ptactwo, także długo wykorzystywano go jako psa myśliwskiego i tak też go klasyfikuje FCI. Współcześnie maskonury są pod ochroną, co nie umożliwia psom tej rasy na wykorzystywanie w pełni swoich zdolności myśliwskich, coraz częściej jest psem towarzyszącym i rodzinnym.

## Popularność
Hans Räber podaje, że w latach 90. w Norwegii występowało 500 sztuk lundehundów. Szwecja w tym czasie posiadała około 50 osobników. Po zniesieniu zakazu eksportu psów tej rasy kilka z nich trafiło do Europy Środkowej. 